# Ngenden
Ngenden is een bestuurslaag in het regentschap Boyolali van de provincie Midden-Java, Indonesië. Ngenden telt 1865 inwoners (volkstelling 2010).